# Louis Renault (professor)
Louis Renault (Autun, 21 mei 1843 - Barbizon, 8 februari 1918) was een Franse professor in internationaal recht. In 1907 won hij samen met Ernesto Teodoro Moneta de Nobelprijs voor de Vrede.
Van 1868 tot 1873 was Renault professor handelsrecht aan de Universiteit van Bourgondië. Van 1873 tot aan zijn dood was hij professor aan de faculteit rechten van de Universiteit van Parijs, alwaar hij in 1881 professor in internationale wetgeving werd. In 1890 werd hij jurist bij het Ministerie van Buitenlandse zaken. Hij nam als delegatielid deel aan vele conferenties, met name de twee conferenties in Den Haag in 1899 en 1907 en de marineconferentie in Londen, 1908-09.
Renault was prominent actief als arbitrator. Zo was hij betrokken bij de Casa Blanca-zaak uit 1909. Samen met zijn vriend en collega C. Lyon-Caen produceerde hij verschillende werken over handelsrecht.
1901: Dunant, Passy ·
1902: Ducommun, Gobat ·
1903: Cremer ·
1904: Institut de Droit International ·
1905: Von Suttner ·
1906: Roosevelt ·
1907: Moneta, Renault ·
1908: Arnoldson, Bajer ·
1909: Beernaert, Balluet d'Estournelles de Constant ·
1910: IPB ·
1911: Asser, Fried ·
1912: Root ·
1913: La Fontaine ·
1917: ICRC ·
1919: Wilson ·
1920: Bourgeois ·
1921: Branting, Lange ·
1922: Nansen ·
1925: Chamberlain, Dawes ·
1926: Briand, Stresemann ·
1927: Buisson, Quidde ·
1929: Kellogg ·
1930: Söderblom ·
1931: Addams, Butler ·
1933: Angell ·
1934: Henderson ·
1935: Von Ossietzky ·
1936: Lamas ·
1937: Cecil ·
1938: Office international Nansen pour les réfugiés ·
1944: ICRC ·
1945: Hull ·
1946: Balch, Mott ·
1947: Friends Service Council, American Friends Service Committee ·
1949: Orr ·
1950: Bunche ·
1951: Jouhaux ·
1952: Schweitzer ·
1953: Marshall ·
1954: Hoog Commissariaat voor de Vluchtelingen (UNHCR) ·
1957: Pearson ·
1958: Pire ·
1959: Noel-Baker ·
1960: Luthuli ·
1961: Hammarskjöld ·
1962: Pauling ·
1963: ICRC, IFRC ·
1964: King ·
1965: UNICEF ·
1968: Cassin ·
1969: Internationale Arbeidsorganisatie ·
1970: Borlaug ·
1971: Brandt ·
1973: Kissinger, Lê Đức Thọ ·
1974: MacBride, Satō ·
1975: Sacharov ·
1976: Williams, Corrigan ·
1977: Amnesty International ·
1978: Sadat, Begin ·
1979: Moeder Teresa ·
1980: Esquivel ·
1981: Hoog Commissariaat voor de Vluchtelingen (UNHCR) ·
1982: Myrdal, Robles ·
1983: Wałęsa ·
1984: Tutu ·
1985: IPPNW ·
1986: Wiesel ·
1987: Arias ·
1988: VN-vredesmacht ·
1989: Gyatso ·
1990: Gorbatsjov ·
1991: Suu Kyi ·
1992: Menchú ·
1993: Mandela, De Klerk ·
1994: Arafat, Peres, Rabin ·
1995: Rotblat, Pugwash Conferences on Science and World Affairs ·
1996: Ximenes Belo, Ramos-Horta ·
1997: ICBL, Williams ·
1998: Hume, Trimble ·
1999: AzG ·
2000: Dae-jung ·
2001: VN, Annan ·
2002: Carter ·
2003: Ebadi ·
2004: Maathai ·
2005: IAEA, El-Baradei ·
2006: Grameen Bank, Yunus ·
2007: Gore, IPCC ·
2008: Ahtisaari ·
2009: Obama ·
2010: Liu ·
2011: Johnson Sirleaf, Gbowee, Karman ·
2012: Europese Unie ·
2013: OPCW ·
2014: Satyarthi, Yousafzai ·
2015: Kwartet voor Nationale Dialoog in Tunesië ·
2016: Santos ·
2017: ICAN ·
2018: Mukwege, Murad Basee ·
2019: Ahmed ·
2020: Wereldvoedselprogramma ·
2021: Ressa, Moeratov ·
2022: Bjaljazki, Memorial, Centrum voor Burgerlijke Vrijheden ·
2023: Mohammadi ·
2024: Nihon Hidankyo
- Bibsys: 90836117
- Bibliothèque nationale de France: cb12327654n (data)
- CiNii: DA09513977
- Gemeinsame Normdatei: 117522430
- International Standard Name Identifier: 0000 0001 2146 6051
- Library of Congress Control Number: n82156871
- Nationale Bibliotheek van Letland: 000305388
- Base Léonore: LH//2299/33
- Bibliotheek van het Japanse parlement: 00767145
- Nationale Bibliotheek van Tsjechië: mub2017950558
- Nationale Bibliotheek van Israël: 987007274443005171
- Nationale Bibliotheek van Polen: a0000002188214
- Nederlandse Thesaurus van Auteursnamen: 067904629
- Istituto Centrale per il Catalogo Unico: UBOV119378
- Siprojuris: 56383
- SNAC: w65t4nv7
- Système universitaire de documentation: 032199899
- Virtual International Authority File: 107536763
- WorldCat: E39PBJhGVfTDQyCFxYcdtmh8md